# Halve marathon van Egmond 1995
De halve marathon van Egmond 1995 vond plaats op zondag 8 januari 1995. Het was de 23e editie van de halve marathon van Egmond. In totaal schreven 5700 atleten zich in voor de wedstrijd hetgeen 2000 minder was dan het recordjaar 1991. Dit kwam door de spekgladde wegen vanwege de ijzel.  Naast kou en wind hadden deelnemers ditmaal ook te kampen met gladheid in de duinen.
De wedstrijd bij de mannen werd beslist door de Ethiopiër Getaneh Tessema. Hij liep op schoenen met zachte noppen. Zijn finishtijd van 1:03.56 was de vierde snelste ooit gelopen in Egmond aan Zee. Met een tijd van 1:11.57 boekte de Keniaanse Tegla Loroupe haar derde overwinning op rij.

## Uitslagen

### Mannen
| pos. | atleet               | land             | tijd    |
| ---- | -------------------- | ---------------- | ------- |
| 1    | Getaneh Tessema      | Ethiopië         | 1:03.56 |
| 2    | Marco Gielen         | Nederland        | 1:04.12 |
| 3    | Said Guermali        | Marokko          | 1:04.16 |
| 4    | Julius Sumawe        | Tahiti           | 1:04.27 |
| 5    | Tonnie Dirks         | Nederland        | 1:04.33 |
| 6    | Tekeye Gebrselassie  | Ethiopië         | 1:04.34 |
| 7    | Bert van Vlaanderen  | Nederland        | 1:04.35 |
| 8    | Marnix Goegebeur     | België           | 1:04.52 |
| 9    | René Godlieb         | Nederland        | 1:04.58 |
| 10   | Andrew Masai         | Kenia            | 1:05.35 |
| 11   | Ronny Ligneel        | België           | 1:04.58 |
| 12   | Frank Bjørkli        | Noorwegen        | 1:05.56 |
| 13   | Philip Loroupe       | Verenigde Staten | 1:06.15 |
| 14   | Peter van der Velden | Nederland        | 1:06.17 |
| 15   | Zbigniew Nadolski    | Polen            | 1:06.29 |

### Vrouwen
| pos. | atlete                | land       | tijd    |
| ---- | --------------------- | ---------- | ------- |
| 1    | Tegla Loroupe         | Kenia      | 1:11.57 |
| 2    | Joyce Chepchumba      | Kenia      | 1:12.17 |
| 3    | Simona Staicu         | Roemenië   | 1:14.20 |
| 4    | Natalya Sorokivaskaya | Kazachstan | 1:15.05 |
| 5    | Kirsi Mattila         | Finland    | 1:16.42 |
| 6    | Mieke Aanen           | Nederland  | 1:17.23 |
| 7    | Joke Kleijweg         | Nederland  | 1:20.14 |

1973 ·
1974 ·
1975 ·
1976 ·
1977 ·
1978 ·
1979 ·
1980 ·
1981 ·
1982 ·
1983 ·
1984 ·
1985 ·
1986 ·
1987 ·
1988 ·
1989 ·
1990 ·
1991 ·
1992 ·
1993 ·
1994 ·
1995 ·
1996 ·
1997 ·
1998 ·
1999 ·
2000 ·
2001 ·
2002 ·
2003 ·
2004 ·
2005 ·
2006 ·
2007 ·
2008 ·
2009 ·
2010 ·
2011 ·
2012 ·
2013 ·
2014 ·
2015 ·
2016 ·
2017 ·
2018 ·
2019 ·
2020 ·
2021 ·
2022 ·
2023 ·
2024 ·
2025